# Kasarani

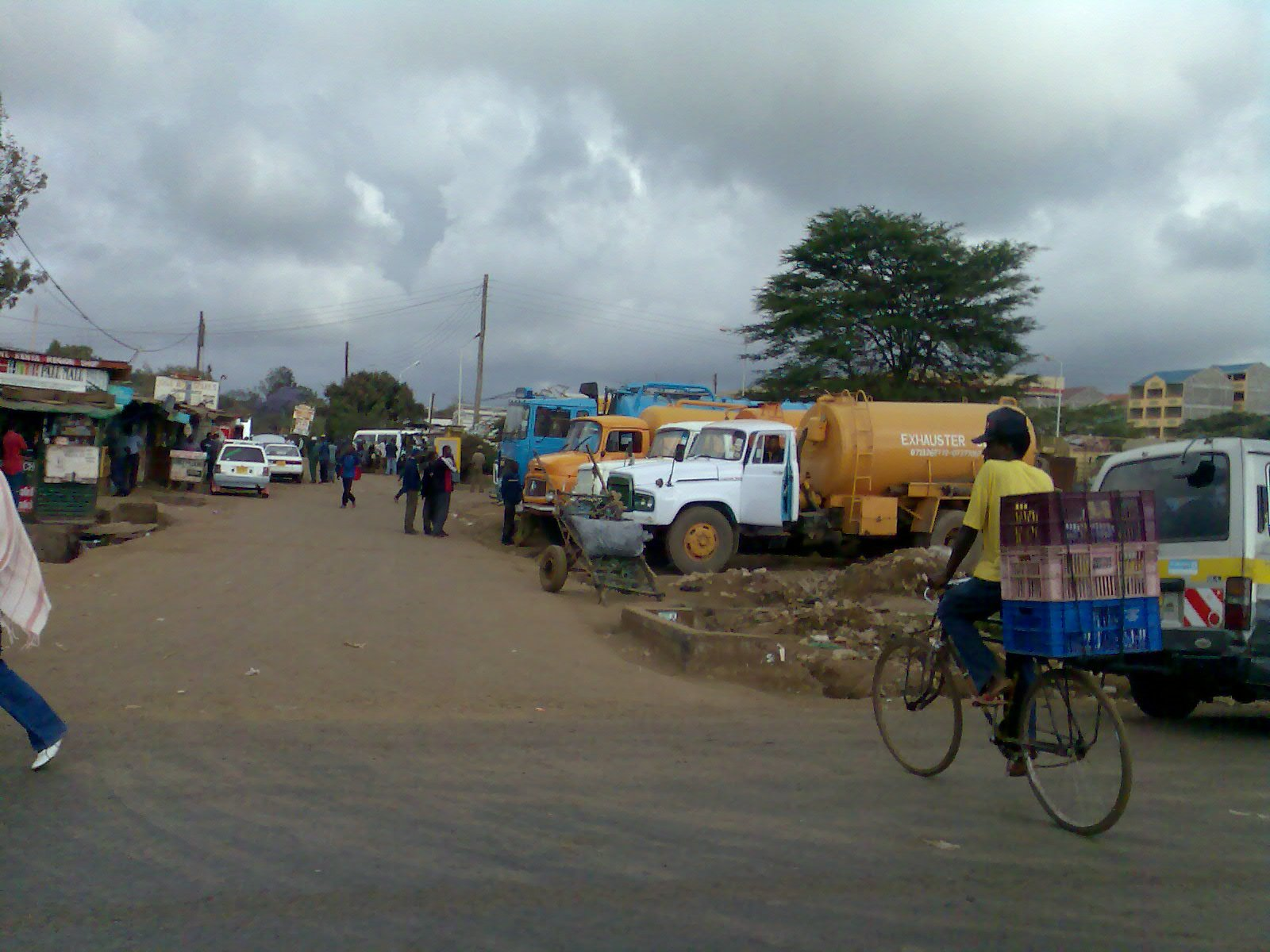
Stadsdelen Kasarani i Nairobi, Kenya.

Kasarani är ett bostadsområde i Nairobi i Kenya. Området är beläget längs med Thika Road, norr om Nairobis affärscentrum. Moi International Sports Centre, som är hemmaarena för Kenyas landslag i fotboll, ligger i stadsdelen. I Kasarani ligger även såväl flera shoppingcentrum som hotell och även ett par universitet, däribland USIU. 